# Рябинки (Конаковский район)
Ряби́нки — деревня в Конаковском районе Тверской области. Входит в состав Вахонинского сельского поселения.

## География
Находится в юго-восточной части Тверской области на расстоянии приблизительно 15 км на юго-запад по прямой от районного центра города Конаково.

## История
Известна с 1624—1625 годов как сельцо. В 1859 году здесь (деревня Клинского уезда Московской губернии) было учтено 36 дворов. К северу от деревни расположен мемориал, посвящённый герою Великой Отечественной войны сержанту Вячеславу Васильковскому.

## Население
Численность населения: 307 человек (1859 год), 5 (русские 100 %) в 2002 году, 5 в 2010.